# هاوک‌من (کارتر هال)
هاوک من (به انگلیسی: Hawkman) یک شخصیت خیالی ابرقهرمان در کتاب‌های کامیک آمریکایی منتشر شده توسط دی‌سی کامیکس است. این شخصیت توسط گاردنر فاکس و دنیس نویل خلق شده‌است و برای اولین بار در مجله شمارهٔ ۱ کمیک‌های فلش (ژانویه ۱۹۴۵) حضور پیدا کرد.

## زندگینامه خیالی شخصیت
در دوران مصر باستان، شاهزاده خوفو درگیر دشمنی با رقیب خود، کشیش مصری "هفثت" است. هفثت در نهایت خوفو و همسر وی چی-آرا را دستگیر کرده و آن‌ها را می‌کشد. هزاران سال بعد، در سال ۱۹۴۰، خوفو به عنوان باستان‌شناس آمریکایی، کارتر هال، و چی-آرا به عنوان، شیئرا سندرز دوباره متولد می‌شوند.

خود هفثت نیز به عنوان یک دانشمند به نام آنتون هستور در زندگی بعدی حلول می‌کند. کارتر هال بمحض پیدا کردن چاقوی باستانی که هفثت برای کشتن او استفاده کرد، دوباره خاطرات خود را از زندگی گذشته به یاد می‌آورد و هستور را نیز به عنوان کشیش شیطانی دوباره زاده شده می‌شناسد.

لوگو هاوک من

## توانایی‌ها و قدرت‌ها
فلز خیالی «Nth» سیارهٔ ثاناگار بکار رفته شده در چکمه‌ها، کمربند و بال‌ها، به او اجازه پرواز و غلبه بر نیروی گرانش می‌دهد. این فلز همچنین باعث افزایش قدرت، سرعت، مقاومت در برابر دمای بالا در حین پرواز، بینایی و التیام یافتن سریع او می‌شود.
با توجه به تجسم‌های متعدد و بهره‌مندی از خاطرات آن‌ها، خوفو/هال در استفاده از انواع سلاح‌های مختلف مهارت بالایی دارد. هاوک من از انواع سلاح‌های سرد باستانی نظیر سپر، خنجر، گرز، نیزه، تبرزین و مچ‌بند برخوردار است.

## حضور در رسانه‌ها

### تلویزیونی
- در مجموعه تلویزیونی اسمالویل: مایکل شنکس ایفاگر نقش هاوک من بود.
- در سریال پیکان، فلش و افسانه‌های فردا: فالک هنچل ایفاگر نقش هاوک من بود.